# A far l'amore comincia tu
A far l'amore comincia tu est une chanson italienne de 1976 popularisée par Raffaella Carrà.

## Adaptations et Reprises
- 1977 : Tanze Samba mit Mir / Liebelei            (allemand - Tony Holiday)
- 1977 : Sakın Ha (turc - Ajda Pekkan)
- En 1977, Carla Bergmann, reprend la chanson en anglais, intitulée Feed The Fire, avec en face B I've Been Watchin' You.
- En 1978, Joyce Pruneau, aka Châtelaine enregistre une version francaise, intitulée Corps-à-corps, sur son album homonyme Châtelaine.
- En 1978, Rafaella Carra enregistre une version anglaise intitulée Do It, Do It Again, puis une version française sous le titre Puisque tu l'aimes, dis-le lui.
- En 2011, le DJ français Bob Sinclar sort un remix house de la chanson.
- 2018, Ross Antony - Tanze Samba mit mir (en allemand)[1].

## Dans la culture
- 2000 : Gouttes d'eau sur pierres brûlantes de François Ozon - Tanze Samba mit mir de Tony Holiday.
- 2013 : La Grande Belleza de Paolo Sorrentino.